# Skrave
Skrave er et landdistrikt i i den nordligste del af Sønderjylland. Distriktet ligger i Vejen Kommune og tilhører Region Syddanmark. Det består af landsbyerne Københoved og Langetved og opland. Midt i Skrave Sogn ligger Skrave Kirke. Sognet ligger på kanten af Sønderjylland med Kongeåen som nordligste grænse og havde i sin tid de store Farrisskove som grænse mod syd. 

## Landskabet
Landskabet er præget af istidens smeltevand, som har dannet morænebakker og dalstrøget med Kongeåen. Kongeåen bliver ofte kaldt Nordens Nil, fordi den på samme måde har bidraget til et frodigt landskab og fungeret som væsentlig trafikåre og basis for samhandel. 
Skraves landskab er præget af , der har været en vigtig trafikvej gennem tiderne. Samtidig ligger Skrave tæt på den jyske højderyg, hvor Hærvejen gik i sin tid. 

## Oldtiden og spor i dag
De første spor af mennesker i Skrave stammer fra stenalderen. Det mest tydelige spor er Lokeshøjene, der stammer fra bronzealderen. Højene har været udgravet, men der er ikke fundet noget væsentligt. De fleste af de ca. 65 høje er forsvundet.

## Etymologi
Navnet Skrave er meget gammelt, og med ukendt oprindelse. 
Københoved menes oprindeligt at betyde handelsplads. Første gang navnet forekommer med sikkerhed er i 1478. 
Langetved nævnes første gang i 1493. Endelsen -tved betyder rydning af skov. 
Bejstrup, som i dag genfindes i Bejstrupgård, betød oprindeligt Biskopstorp. 

## Berømte mennesker fra Skrave
- H.D. Kloppenborg
- Skrumsager

## Berømte på besøg i Skrave
Kong Hans opholdt sig i Københoved omkring midten af juli 1504, og kong Frederik I var her et par dage i september 1527.

## Kultur
I Københoved ligger hvilehjemmet Bennetgård.

## Erhverv
Skrave et et typisk landbrugsområde.

## Foreninger
Skrave har et aktivt foreningsliv. Samling om fælles interesser har præget historien, og danner i dag rammen om fritidslivet.
- Skrave Ungdoms- og idrætsforening
- Skrave – Hjem og Kultur
- Skrave Hjemstavnsforening
- Skrave Minicenter

## Administrativt før i tiden
Området ligger- og hørte indtil kommunesammenlægningen til Sønderjyllands Amt, og før 1970 til Haderslev Amt.
|  | Denne artikel om lokaliteten Skrave kan blive bedre, hvis der indsættes et (bedre) billede. Du kan hjælpe ved at afsøge Wikimedia Commons for et passende billede eller lægge et op på Wikimedia Commons med en af de tilladte licenser og indsætte det i artiklen. |

55°24′38.15″N 9°6′23.88″Ø / 55.4105972°N 9.1066333°Ø